# Wasiu Ipaye
Wasiu Ipaye (ur. 6 lipca 1968) – nigeryjski piłkarz grający na pozycji pomocnika. W swojej karierze rozegrał 3 mecze w reprezentacji Nigerii.

## Kariera klubowa
W swojej karierze piłkarskiej Ipaye grał w klubach First Bank FC, ACB Lagos FC i południowoafrykańskim Kaizer Chiefs FC.

## Kariera reprezentacyjna
W reprezentacji Nigerii Ipaye zadebiutował 30 lipca 1989 roku w zremisowanym 1:1 meczu kwalifikacji do Pucharu Narodów Afryki 1990 z Zimbabwe, rozegranym w Harare. W 1990 roku został powołany do kadry na Puchar Narodów Afryki 1990. Wystąpił na nim w jednym meczu, półfinałowym z Zambią (2:0). Z Nigerią wywalczył wicemistrzostwo Afryki. Od 1989 do 1995 rozegrał w kadrze narodowej 3 mecze.